# サカプルテコ語
サカプルテコ語（サカプルテコご、Sakapulteko）は、グアテマラのキチェ県サカプラスの3つの村を中心に話される言語。マヤ語族の大キチェ語群に属する。なおサカプラスではサカプルテコ語のほかにキチェ語も話される。
リチャーズによると、2001年の話者数は3,940人である。サカプルテコ語地域はキチェ語地域に囲まれた言語島をなす。UNESCOの危機に瀕する言語の分類では「危険」(definitely endangered)とされる。
サカプルテコ語が独立した言語であることは、1970年代にテレンス・カウフマンによって報告された。1981年にデュボワによって詳細な文法が記述された（関連文献を参照）。デュボワはまた1987年にサカプルテコ語の能格性と情報構造に関する研究を発表し、マヤ語言語学に大きな影響を与えた。
サカプルテコ語はキチェ語と同様の22の子音と、長短それぞれ5つずつの母音（a e i o u aa ee ii oo uu）を持つ。強勢は語末の音節に置かれる。ほかのマヤ語と同様に喉頭化子音を持ち、その多くは放出音だが、bʼは無声の入破音である。qʼも無声の入破音だが、語末では声門破裂音になることがある。k kʼは後続する音によって口蓋化するが、その条件はかならずしも規則的でない。jは語末では[h]になる。nはp pʼの前で[m]、k kʼおよび他動詞と借用語の語末で[ŋ]になる。

## 関連文献
- Du Bois, John W. (1981). The Sacapultec language (PhD). University of California, Berkeley.
- Du Bois, John W. (1987). “The discourse basis of ergativity”. Language 63:  805-855. JSTOR 415719.